# Kupo Patera
La Kupo Patera è una struttura geologica della superficie di Venere.